# Hydrovatus pinguis
Hydrovatus pinguis är en skalbaggsart som beskrevs av Régimbart 1892. Hydrovatus pinguis ingår i släktet Hydrovatus och familjen dykare. Inga underarter finns listade i Catalogue of Life.